# Cymatium lotorium
La lotoria (Cymatium lotorium) es un molusco gasterópodo de la familia Ranellidae de más de 10 cm de largo, habitual en arrecifes de coral en Australia y el Océano Índico.